# 2 Live Crew
2 Live Crew – hip-hopowa grupa z Miami na Florydzie (USA). Swoją twórczością ociekającą seksualnymi tematami budzą duże kontrowersje.
Grupa była aktywna na scenie od 1985 do 2004 roku.

## Dyskografia

### Albumy
- 1986 – The 2 Live Crew Is What We Are
- 1987 – Move Somethin'
- 1989 – As Nasty As They Wanna Be
- 1990 – Banned in the U.S.A.
- 1991 – Sports Weekend: As Nasty As They Wanna Be, Pt. 2
- 1994 – Back at Your Ass for the Nine-4
- 1996 – Shake a Lil' Somethin'
- 1998 – The Real One

### Albumy koncertowe
- 1990 – Live in Concert

### Kompilacje
- 1993 – Deal with This
- 1995 – The Original 2 Live Crew
- 1996 – Greatest Hits
- 1997 – Goes to the Movies: Decade of Hits
- 1999 – Greatest Hits Vol. 2
- 2000 – Private Personal Parts
- 2002 – The Essential DJ 12" and Mega Mixes